# Mirzana Pašić Kodrić
Mirzana Pašić Kodrić, (Sarajevo,  27. rujna 1979.), bosanskohercegovačka je književnica, povjesničarka književnosti i književna kritičarka.

## Životopis
Nakon završene Treće gimnazije u Sarajevu, studirala je književnost naroda Bosne i Hercegovine, bošnjački, hrvatski, srpski jezik i komparativnu književnost na Filozofskom fakultetu u Sarajevu, gdje je i magistrirala iz književnopovjesnih znanosti. Završila je i rad na izradi doktorske disertacije o književno-putopisnom djelu Zuke Džumhura. 
Trenutno predaje književnost na Pedagoškom fakultetu Univerziteta u Sarajevu, a kao vanjska suradnica angažirana je i na Internacionalnom univerzitetu u Sarajevu, te Američkom univerzitetu u BiH, gdje predaje bošnjački, hrvatski i srpski kao strane jezike. 
Bosnjački, hrvatski i srpski jezik i kulturu više je godina (od 2006. do 2011. godine) predavala na Institutu za kritične jezike Državnog sveučilišta u Arizoni (Arizona State University, Melikian Center, Russian, Eurasian and East European Studies, Critical Languages Institute), pri čemu je istovremeno bila i direktorica Sarajevskog ljetnog praktikuma. Predavala je i na Odsjeku za bošnjački, hrvatski, srpski jezik i književnost Filozofskog fakulteta Univerziteta u Zenici od 2008. do 2015. godine.
Posebno se bavi bosanskohercegovačkim putopisom, pitanjima interkulturalnosti u književnosti, te dječjom književnošću, bošnjačkim, hrvatskim i srpskim, ali i stranim jezicima. 
Dramska trilogija Smijeh koji boli prograšena je najboljom knjigom u izdanju Kulture snova iz Zagreba za 2015. godinu.
Objavljivala je u više bosanskohercegovačkih i stranih časopisa, a neke od pjesama su joj prevedene na engleski, turski i arapski jezik.
Članica je Društva pisaca BiH, Kulture snova Zagreb, te Kreativne radionice Balkan iz Beograda. 

## Vanjske poveznice
- Mirzana Pašić Kodrić: Smijeh koji boli (Marko Juraga, reditelj)  Arhivirana inačica izvorne stranice od 1. prosinca 2016. (Wayback Machine)
- Smijeh koji boli
- O prvoj samostalnoj zbirci poezije Mirzane Pašić Kodrić (Osvrt dr. Adijata Ibrišimović-Šabić)
- Alma jeste rekla
- Lirska subjekta: O flertu i odanosti